# 香蕉腎圓盾介殼蟲
香蕉腎圓盾介殼蟲（学名：Aonidiella comperei）为盾介殼蟲科腎圓盾介殼蟲屬下的一个种。